# Стефаник Василь Семенович
Васи́ль Семе́нович Стефа́ник (14 травня 1871, Русів (нині Івано-Франківської області) — 7 грудня 1936) — український письменник, майстер експресіоністичної новели, громадський діяч, політик. Посол (депутат) Австрійського парламенту від Королівства Галичини та Володимирії. Зять священника УГКЦ, посла Галицького сейму Кирила Гаморака.

## Життєпис

### Дитинство
Народився 14 травня 1871 року в селі Русів, Снятинського району, Івано-Франківської області, в сім'ї заможного селянина Семена Стефаника. Батько отримав у спадок 18 морґів поля, на початку XX ст. мав уже 180. Змалку був дуже відданий матері, цю любов проніс через усе життя. Батько був працьовитим, але мав непростий, інколи авторитарний характер. На освіту сина грошей не шкодував, але долю спланував сам, не зважаючи на його думку. Дитячі роки пройшли в атмосфері прадавніх традицій і звичаїв Покуття, тоді ж пізнав таємничий світ народних пісень, казок, легенд, переказів, познайомився з селянським побутом. Змалечку пас овець, їздив з батьком у поле. Мав двох рідних братів (Володимира і Юрія) та двох сестер. Від матері та старшої сестри Марії навчився співати

### Освіта, участь у громадсько-політичному русі

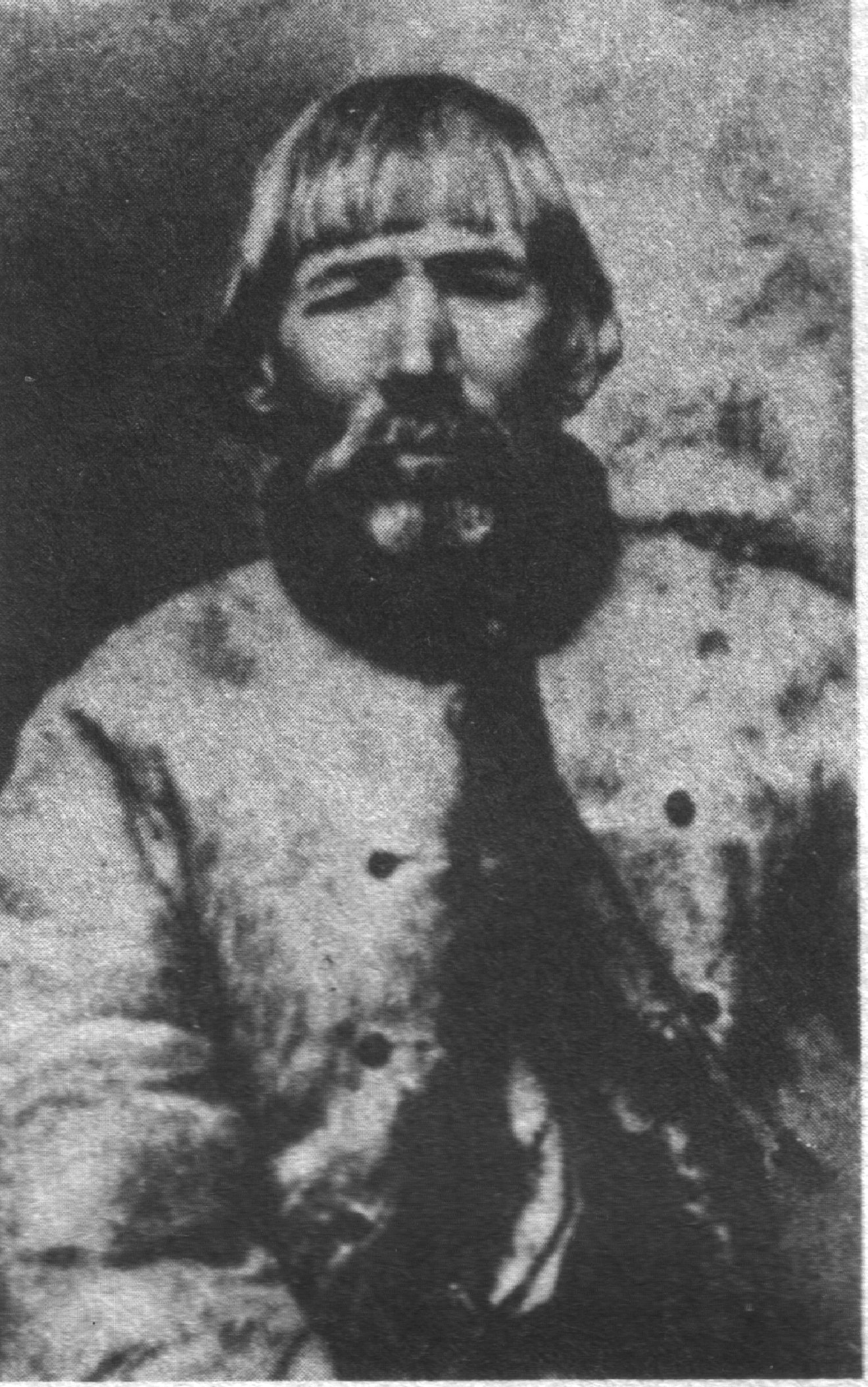
Батько письменника — Семен Стефаник (1846—1920)

Навчався у Русівській початковій школі (з 1878), Снятинській міській школі (з 1880), потім у польськомовних гімназіях у Коломиї (з 1883 року) та Дрогобичі (з 1891). Там зазнав чимало знущань і принижень. На все життя зберігся в пам'яті Стефаника один випадок, який мало не завершився фатально. Через невеликий зріст Василь не зміг досягнути рукою дошки, що висіла на стіні. Вчитель почав так бити хлопця по руці, що вона одразу спухла, а коли ще й учні почали глумитися з побитого, він втратив свідомість, після стресу хотів накласти на себе руки. У тодішніх галицьких гімназіях навчання проводилося німецькою та польською мовами, українська була під забороною, у них панувала задушлива атмосфера, насаджувалися вірнопідданські погляди. Гімназія крім формального навчання нічого не давала. Тож групи гімназистів, які прагнули справжньої освіти й покращення своїх знань, створили таємний гурток. Серед його учасників були однокласники Стефаника, майбутній письменник сатирик Лесь Мартович, і трохи молодший за них Іван Семанюк, що ввійшов у літературу під ім'ям Марко Черемшина. У 1883 році на першому курсі гімназії в Коломиї Стефаник познайомився з активною учасницею жіночого руху в Галичині Анною Павлик — сестрою М. Павлика. Саме від неї дізнався про українську літературу й боротьбу українців за свої права. Разом із Стефаником навчався у гімназії і майбутній письменник-сатирик Лесь Мартович, а згодом сюди ж вступив Іван Семанюк — відомий у літературі під іменем Марко Черемшина. Разом з іншими гімназистами-українцями брав участь у прогресивних таємних гуртках молоді, працював у культурно-освітньому русі на селі. Учасники гуртка вели громадсько-культурну роботу серед селян (зокрема, організовували читальні). Стефаник-гімназист починає пробувати сили в літературі. Зі своїх перших творів Стефаник опублікував без підпису лише один вірш. У співавторстві з Мартовичем написав два оповідання: «Нечитальник» (1888) та «Лумера» (1889).
У 1890 р. через участь у «Покутській трійці» — таємному творчому об'єднанні духовно близьких митців-земляків, до складу якої входили також Лесь Мартович та Марко Черемшина, Стефаник був виключений з Коломийської гімназії. Освіту продовжив у Дрогобицькій гімназії імені Франца Йозефа (тут свого часу навчався Іван Франко, товаришем Стефаника був Лесь Мартович). Тут майбутній письменник знову поринув у громадсько-культурну роботу — вже як член селянської «Українсько-руської радикальної партії», заснованої у 1890 році І. Франком та М. Павликом. На формування світогляду майбутнього письменника в цей час значний вплив мали ідеї М. Драгоманова, І. Франка та М. Павлика. Там він брав участь у громадському житті, став членом таємного гуртка молоді, особисто познайомився з Франком, з яким потім підтримував дружні зв'язки.
Після закінчення Дрогобицької гімназії (1892) Стефаник вступив на медичний факультет Ягеллонського Університету в Кракові (1892). Однак, за визнанням письменника, з тією медициною «вийшло діло без пуття». Замість студіювання медицини він поринає у літературне і громадське життя Кракова. Бувши студентом, брав участь у діяльності молодіжного товариства «Академічна громада», у польських і українських студентських гуртках і літературних об'єднаннях, співпрацював з польськими видавцями. У студентські роки він особливо багато читає, пильно стежить за сучасною літературою, зближується з польськими письменниками. У Кракові Стефаник на довгі роки заприязнився з польським лікарем і культурним діячем Вацлавом Морачевським. Цю подію він назвав найважливішою в його молодості, про що він написав в «Автобіографії»: «Софія Морачевська—пані, що навчила мене любити Русів і правду в собі»; «Вацлав Морачевський — моя дорога у світі»;«Юрко Морачевський—віддав би мені свою молодість, аби сховати мене в ній від бруду в світі». Приятелювання з ним, а також дружні стосунки з плеядою письменників «Молодої Польщі» (зокрема з С. Прибишевським), В. Орканом та іншими відкрили Стефаникові, за його власним висловом, «дорогу в світ». У Кракові, який був на той час центром польського модернізму, знайомиться з новітніми європейськими мистецькими течіями, що позначилося на формуванні Стефаника як митця: він розпочав свій шлях із модерністського жанру поезій у прозі. У Кракові ним були написані новели «Камінний хрест», «Вечірня година», «Дорога», «Палій» та інші твори.
Стефаник-студент бере активну участь у громадському житті рідного Покуття, розширює творчі контакти з українськими періодичними виданнями, активізує свою діяльність як публіцист. Після опублікування в 1890 р. першої статті — «Жолудки наших робітних людей і читальні» — він у 1893—1899 рр. пише і друкує в органах радикальної партії «Народ», «Хлібороб», «Громадський голос» та «Літературно-науковому віснику» ряд статей: «Віче хлопів мазурських у Кракові», «Мазурське віче у Ржешові», «Мужики і вистава», «Польські соціалісти як реставратори Польщі od morza do morza», «Книжка за мужицький харч», «Молоді попи», «Для дітей», «Поети і інтелігенція».
Стефаник бере активну участь у політичній боротьбі: виступає на селянських мітингах, викриває антинародний характер державних інституцій, за що в 1895 році його заарештовують. Попри те, Стефаник і далі продовжує політичну діяльність, зокрема, 1897 року віддає багато сил передвиборній боротьбі в Галичині, агітуючи за «мужицького посла» І. Франка, стає свідком жорстоких репресій над непокірними селянами, сам зазнає переслідувань. Активно займаючись громадсько-політичною діяльністю, а також публікуючи власні публіцистичні статті й художні твори, Стефаник поступово втрачає зацікавлення медициною і зрештою у 1900 році покидає університет.
Одним зі студентських товаришів був Й. Шміґер, до якого у село Розношинці приїжджав у 1894, 1896, 1898 та 1903 рр. Йому присвятив новелу «Палій». У с. Тарасівка бував в університетського колеги Я. Остапчука.

### Початок активної літературної творчості

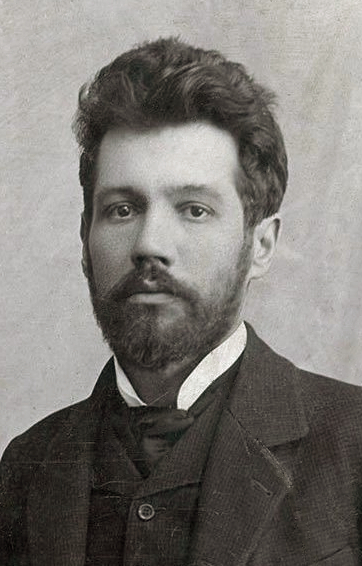
Василь Стефаник

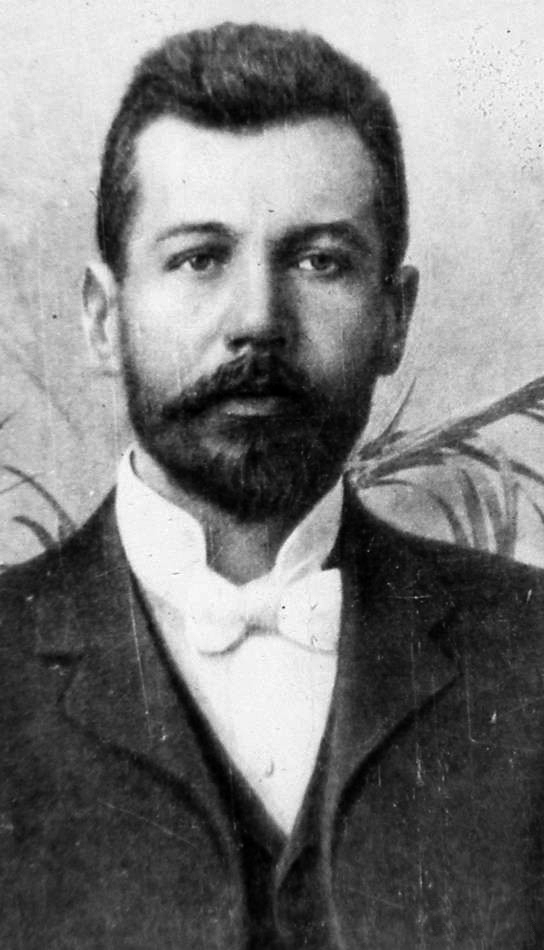
Василь Стефаник

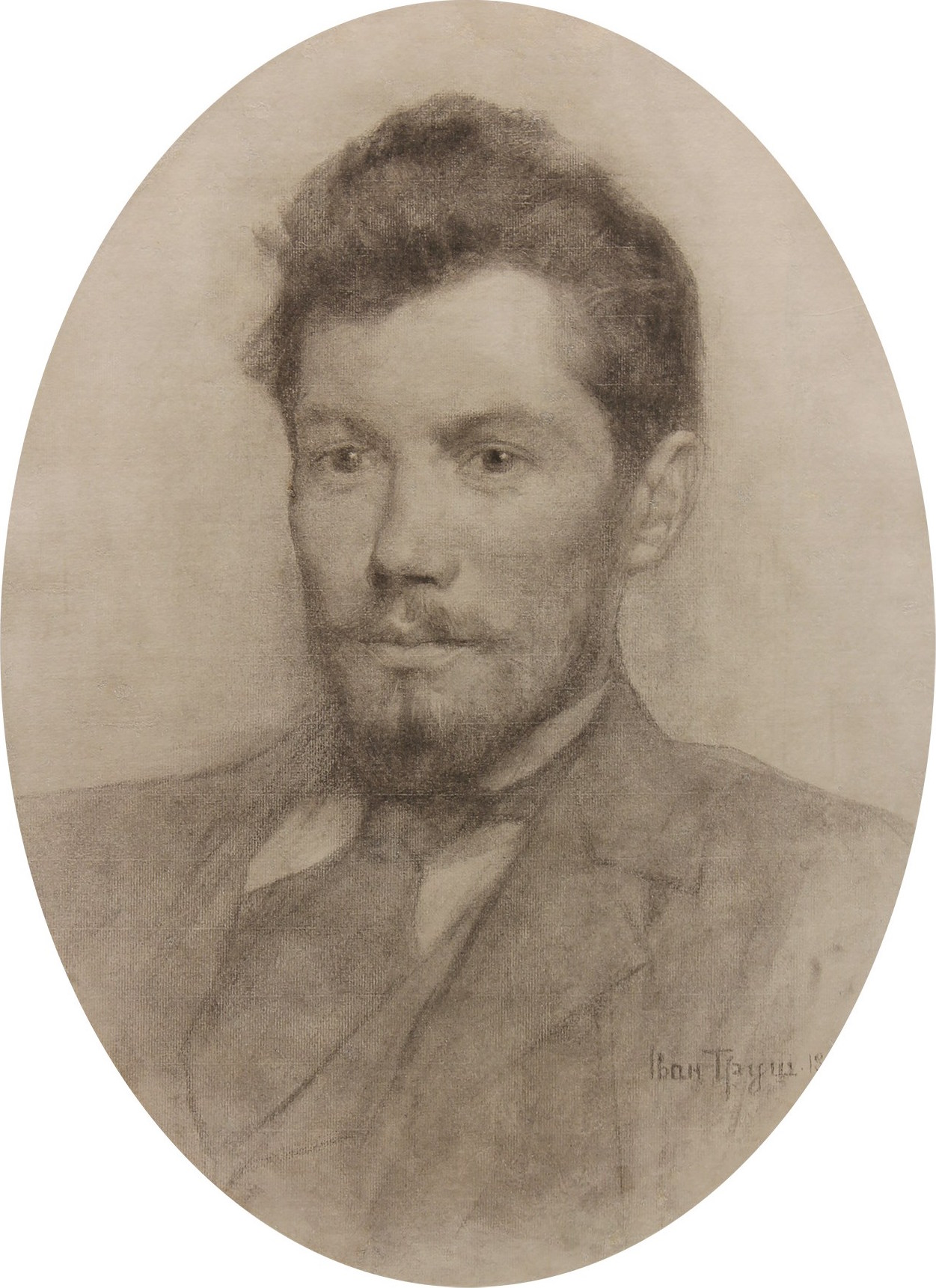
Портрет Василя Стефаника. Худ. Іван Труш, 1896 р.

1896—1897 рр. — час особливо напружених шукань Стефаника. Намагання його відійти від застарілої, як йому здавалося, описово-оповідної манери своїх попередників на перших порах пов'язувалося з модерністичною абстрактно-символічною поетикою. У 1896—1897 рр. він пише ряд поезій у прозі і намагається видати їх окремою книжкою під заголовком «З осені». Та підготовлена книжка не зацікавила видавців, і письменник знищив рукопис. Кілька поезій у прозі, що лишилися в архівах друзів Стефаника, були опубліковані вже після його смерті («Амбіції», «Чарівник», «Ользі присвячую», «У воздухах плавають ліси», «Городчик до бога ридав», «Вночі» та ін.). 1897 р. у чернівецькій газеті «Праця» побачили світ перші реалістичні новели Стефаника — «Виводили з села», «Лист», «Побожна», «В корчмі», «Стратився», «Синя книжечка», «Сама-саміська», які привернули увагу літературної громадськості художньою новизною, глибоким та оригінальним трактуванням тем з життя села. Проте не всі відразу зрозуміли і сприйняли нову оригінальну манеру Стефаника. Коли невдовзі письменник надіслав нові новели — «Вечірня година», «З міста йдучи», «Засідання» — в «Літературно-науковий вісник», то у відповідь дістав лист-пораду, зміст якого зводився по суті до невизнання манери Стефаника. Це й викликало появу листа Стефаника від 11 березня 1898 р. до «Літературно-наукового вісника», адресованого фактично О. Маковею. Лист — своєрідне літературне кредо Стефаника, його справді новаторська ідейно-естетична програма.
Перша збірка новел — «Синя книжечка», яка вийшла в світ у 1899 році в Чернівцях, принесла Стефаникові загальне визнання, була зустрінута захопленими відгуками найбільших літературних авторитетів, серед яких, крім Івана Франка, були Леся Українка, Михайло Коцюбинський, Ольга Кобилянська, стала помітною віхою в розвитку української прози. Автор «Синьої книжечки» звернув на себе увагу насамперед показом трагедії селянства. Новели «Катруся» і «Новина» належать до найбільш дивовижних силою художньої правди творів Стефаника. Вони стоять поряд з такими пізнішими його шедеврами, як «Кленові листки», «Діточа пригода», «Мати» та ін. Майстерно змальовано в цих творах трагічні людські долі. Героїчний склад художнього мислення Бетховена, невіддільною ознакою якого є разюча масштабність почуттів, думок, картин, можна впізнати в окремих новелах Стефаника («Сини», «Марія»). У листі до редакції «Плужанина» від 1 серпня 1927 р. Стефаник, заперечуючи трактування його як «поета загибаючого села», зазначав: «Я писав тому, щоби струни душі нашого селянина так кріпко настроїти і натягнути, щоби з того вийшла велика музика Бетховена. Це мені вдалося, а решта — це література». У 1900 р. вийшла друга збірка Стефаника — «Камінний хрест», яку також було сприйнято як визначну літературну подію. Для другої збірки Стефаника характерне посилення громадянського пафосу (завдяки таким творам, як «Камінний хрест», «Засідання», «Лист», «Підпис»). У другій збірці головне місце займає тема, що хвилювала письменника протягом усього творчого життя, — одинока старість, трагедія зайвих ротів у бідних селянських родинах. Цій темі цілком присвячені твори із «Синьої книжечки» («Сама-саміська», «Ангел», «Осінь», «Школа»), новели зі збірок «Камінний хрест» («Святий вечір», «Діти»), «Дорога» («Сніп», «Вістуни», «Озимина»). Цікавить Стефаника вона й у другий період творчості, хоч уже в іншому плані («Сини», «Дід Гриць», «Роса», «Межа»).
У 1901 році вийшла в світ третя збірка новел Стефаника — «Дорога», яка становила новий крок у розвитку його провідних ідейно-художніх принципів. Це наявне у своєрідній поетичній біографії Стефаника «Дорога» та роком раніше написаній ліричній сповіді «Confiteor», що в переробленому вигляді була надрукована під назвою «Моє слово». У збірці переважають новели безсюжетні, лірично-емоційного плану («Давнина», «Вістуни», «Май», «Сон», «Озимина», «Злодій», «Палій», «Кленові листки», «Похорон»). Тема матері і дитини, жертовності материнської, батьківської любові з'являється в Стефаника у життєвому переплетінні з іншими темами ще в збірці «Синя книжечка» («Мамин синок», «Катруся», «Новина»). Наявна вона й у збірці «Камінний хрест». У «Літературно-науковому віснику» за 1900 р. український читач відкрив для себе Стефаникову новелу «Кленові листки», яка стала окрасою збірки «Дорога». У 1905 році вийшла в світ четверта збірка письменника — «Моє слово». У ній уперше була надрукована новела «Суд», яка завершує перший період творчості Стефаника.
У пору Великої війни й великих соціальних потрясінь, розпаду Австро-Угорської імперії і народження Української Народної Республіки Стефаник знову береться за перо новеліста. Почався другий період його творчості, не такий інтенсивний, як перший, але з чималими здобутками. Хронологічним початком цього періоду можна вважати новелу «Діточа пригода» (написана восени 1916 р., а опублікована на початку 1917 р.). 1916 року Стефаник пише новелу «Марія», яку присвячує пам'яті Франка. За «Марією» письменник публікує шість новел, які разом із двома названими творами другого періоду («Діточа пригода» і «Марія») склали п'яту збірку — «Вона — земля», видану у 1926 р. У 1927 — 1933 рр. Стефаник опублікував ще понад десять новел. В останні роки життя Стефаник пише також автобіографічні новели, белетризовані спогади. До них належать такі твори, як «Нитка», «Браття», «Серце», «Вовчиця», «Слава йсу», «Людмила», «Каменярі».
У роки перебування Західної України під владою Польщі Стефаник жив майже безвиїзно у с. Русів, де й писав останні твори у вільну від хліборобської праці годину. До самої смерті не полишало Стефаника бажання «сказати людям щось таке сильне і гарне, що такого їм ніхто не сказав ще». І на його долю випало найбільше для художника щастя — він сказав те, що хотів, і сказав так, як хотів.

### Подальші роки

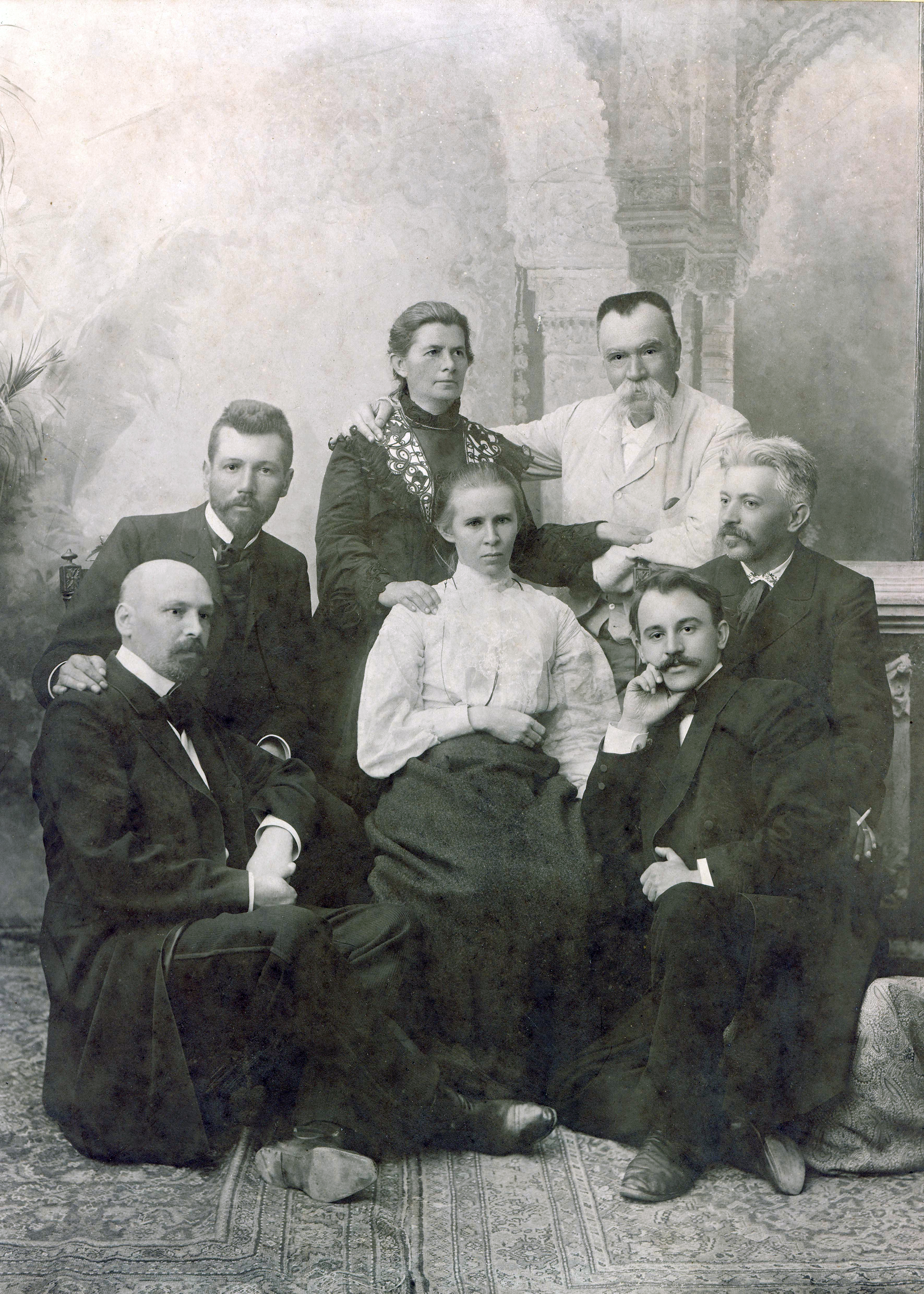
На відкритті пам'ятника Іванові Котляревському в Полтаві, 1903 рік. Зліва направо: Михайло Коцюбинський, Василь Стефаник, Олена Пчілка, Леся Українка, Михайло Старицький, Гнат Хоткевич, Володимир Самійленко.

Видавши в самому кінці 1900 року збірку новел «Дорога», датовану наступним роком, Стефаник залишив навчання в університеті і виїхав із Кракова. На той час стосунки з батьком, який зовсім відмовився утримувати сина, дуже ускладнилися. Літературна робота дуже виснажувала, а заробітки з неї були мізерними. Стефаник важко переживав смерть матері, Леся Українка, зустрівшись з ним 1901 року в Чернівцях, відзначила хворобливий настрій новеліста. Протягом трьох років письменник жив у друзів, намагався писати, але написане не задовольняло, й він його знищував. Попри життєві труднощі, Стефаник не забував про високу місію громадянина-українця. Починає громадську діяльність: засновує читальні «Просвіти», як член Радикальної партії, агітує на виборах, виголошує промови на вічах. Важливою віхою у житті В. Стефаника була подорож 1903 року до Полтави на відкриття пам'ятника Іванові Котляревському. Крім Полтави, відвідав також Київ, Житомир та Канів, зустрівся з Миколою Лисенком, Лесею Українкою, Оленою Пчілкою, Михайлом Коцюбинським, Христиною Алчевською, Михайлом Старицьким, Панасом Мирним, Борисом Грінченком, Володимиром Самійленком, Гнатом Хоткевичем, Миколою Вороним, Іваном Стешенком та іншими, вони привітали його як одного з видатних діячів української літератури. Велике враження справило на письменника відвідання могили Тараса Шевченка. З неї він «поклонився всій Україні».

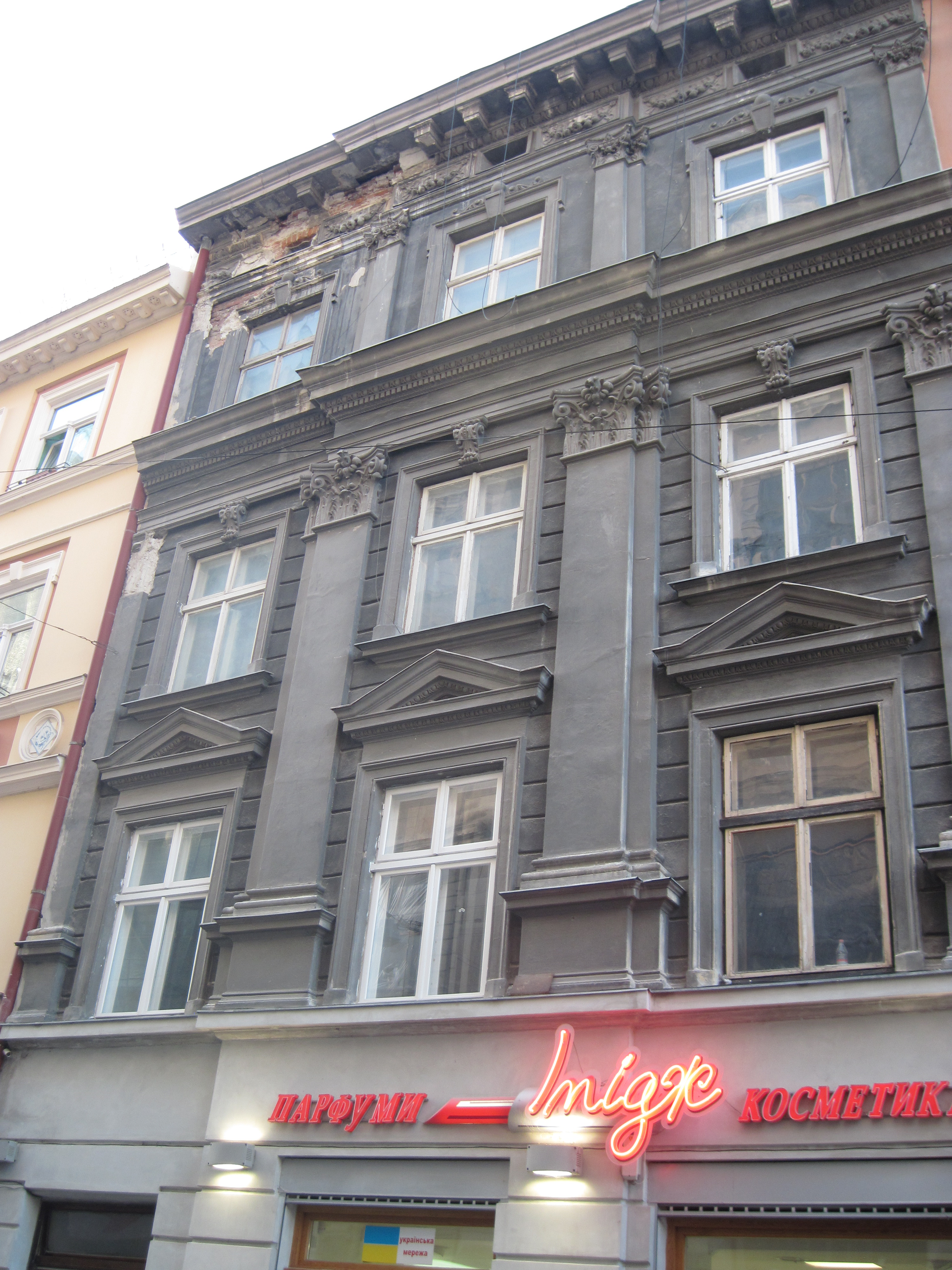
Будинок, де був ресторан готелю «Ванда» у Львові

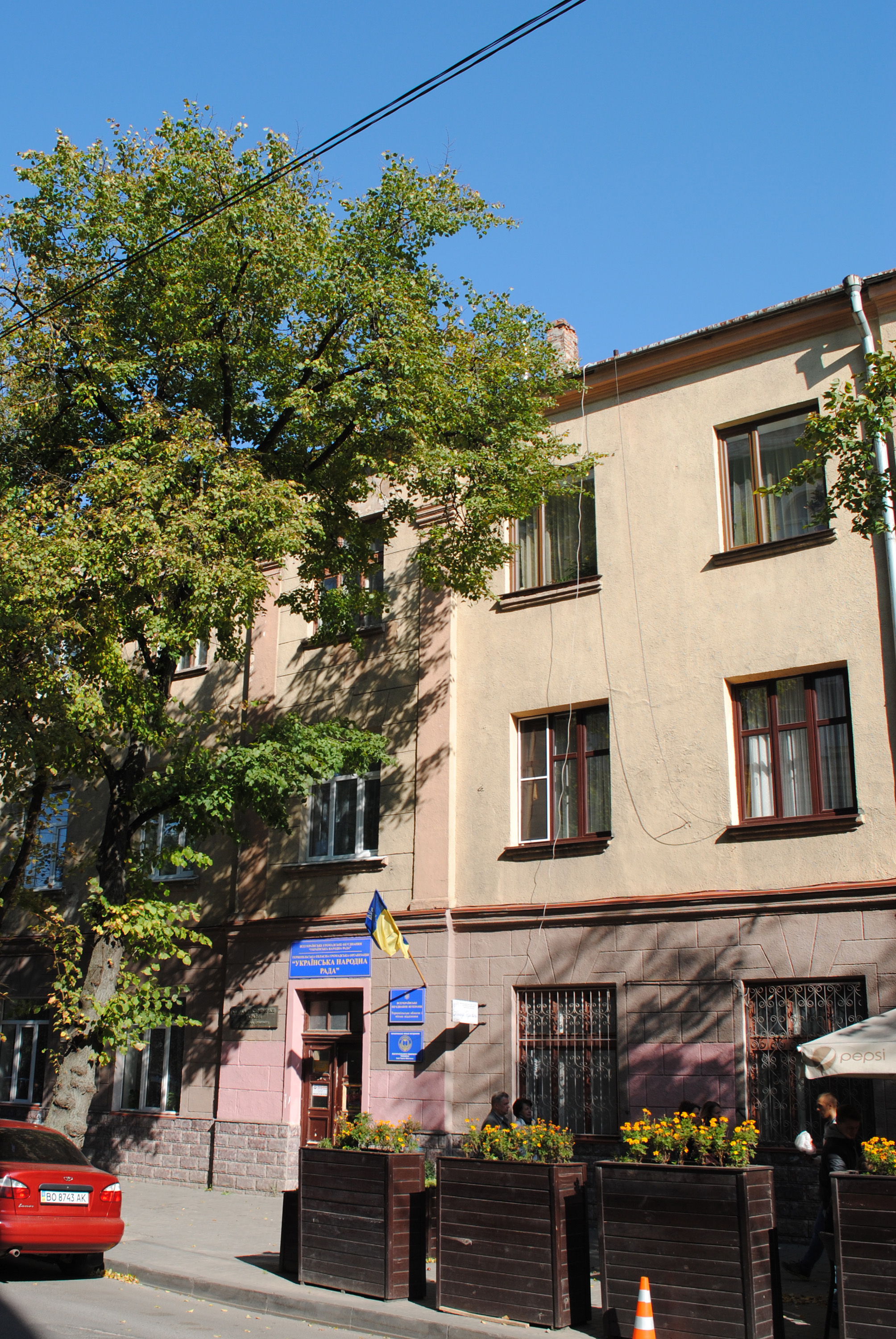
Адвокатська канцелярія Северина Даниловича, у якій зупинялись Іван Франко та Василь Стефаник. Тернопіль

1904 року одружився з дочкою священика, посла Галицького сейму Кирила Гаморака, Ольгою Гаморак. Весілля відбулось 26 січня у ресторані львівського готелю «Ванда», тепер вул. Шевська, 4; були присутні Іван Франко, Лесь Мартович, Марко Черемшина, Володимир Шухевич Оселився у с. Стецева поблизу Русова на господарстві тестя, займався сільським господарством. Активізує громадську діяльність: як кандидат у посли австрійського парламенту, 1908 виступає в населених пунктах округу, зокрема у Заліщиках, Добрівлянах, Торському, виграє вибори.
З 1910 року разом з дружиною й трьома синами (Семеном, Кирилом, Юрієм) переїхав до рідного села, у якому жив до кінця свого життя. З 1908 й до розвалу Австро-Угорщини (1918) — депутат австрійського парламенту від радикальної партії. Уся його громадсько-культурна діяльність була спрямована на піднесення самосвідомості народу західноукраїнських земель, відчуття кровної спорідненості з усім українським народом. 26 травня 1908 року виступає в райхсраті проти свавілля цензури в Галичині, захищає Мирослава Січинського. У віденському парламенті В. Стефаник підтримував волелюбні прагнення народів, що входили до складу Австро-Угорщини. Зокрема він виступив проти анексії австрійським урядом Боснії та Герцеговини. 1909 року взяв участь у з'їзді УРП у Тернополі. До 1918 — посол, виступав у всіляких справах оборонцем селян, був призначений цісарем Францом Йозефом І довічним членом Палати панів (нім. Herrenhaus) Райхсрату.
Важким для письменника став 1914 рік: почалася Перша світова війна; воєнне лихоліття збіглося з особистою трагедією: у лютому 1914 р. померла дружина, залишивши його з трьома малолітніми дітьми. Більше В. Стефаник не одружувався. Попри це, громадську активність не припинив. Зокрема, брав найактивнішу участь у відзначенні 100-річчя з дня народження Т. Шевченка: виступав на мітингах, присвячених відкриттю пам'ятникам поетові, у Коломиї, Снятині, с. Вовчківці, м. Скала-Подільська та ін. У березні 1915 року за фальшивим доносом Стефаника було заарештовано, проте завдяки клопотанням Марка Черемшини невдовзі звільнено. Якийсь час Стефаник жив у Відні, де після тривалої перерви розпочав другий період своєї творчості (1916—1933).
Уважно стежив за наростанням національно-визвольного руху в Україні, покладав великі сподівання на розбудову української державності. Після розпаду Російської імперії Стефаник гаряче вітав утворення УНР. 17 листопада 1917 року, виступаючи на велелюдному вічі в Снятині, він заявив, що в Наддніпрянщині «в найбільшій величі встає новий світ; звідти йде до нас світло для нашого розвою». Він очолював урядову делегацію (65 осіб) ЗУНР, яка приїжджала у січні 1919 року до Києва у зв'язку з проголошенням Акту Злуки обох частин України в єдину соборну державу. Під час приїзду встановив зв'язки з діячами науки й культури, які посприяли виданню його творів: з 1919 року книжки Стефаника видаються в Харкові та Києві. Після Радянсько-української війни і поразки визвольних змагань письменник болісно переживав крах своїх сподівань. Відрадою були звістки з Харкова[джерело?], Канади, де публікувалися його твори, з Праги, де вони перекладалися чеською мовою. Письменник пильно стежив за подіями в підрадянській Україні, брав участь у громадському житті: очолював місцеву «Просвіту», кооперативну спілку «Сільський господар». У 1926—1927 рр. громадськість Львова, Києва відзначає 30-річчя літературної діяльності Стефаника.
Розуміючи великі заслуги Стефаника перед українським мистецьким словом, його новаторські здобутки, радянський уряд з пропагандивною метою призначив йому в 1928 р. персональну пенсію, а в 1931 р. у Харкові відзначив 60-ліття з дня його народження. Проте Стефаник у 1933 році відмовився від персональної пенсії, коли довідався про штучно створений голод і переслідування української інтелігенції. Дізнавшись про цю ситуацію, митрополит Андрей Шептицький призначив письменникові пенсію від Української греко-католицької церкви. Стефаник попросив касира видати призначену суму дрібними монетами. З великою торбиною мідяків письменник вийшов на майдан і роздав милостиню жебракам з проханням помолитися за убієнних голодом українців. Останні роки життя письменник тяжко хворів. 7 грудня 1936 року помер, похований у рідному селі.

### Родина
Дружина — Ольга Вікторія Гаморак (Стефаник) (1871—1914, у шлюбі із 1904 і до смерті), донька українського греко-католицького священника, громадського діяча Кирила Гаморака. Сини:
- Семен (1904—1981) — радянський політичний діяч;
- Кирило (1908—1987) — перший директор музею Василя Стефаника у с. Русів
- Юрій (1909—1985) — громадсько-політичний діяч, письменник, журналіст.

## Літературна діяльність
Перші літературні спроби Стефаника припадають на роки навчання в гімназії: 1897 в чернівецькій газеті «Праця», яку видавав Будзиновський В. Т., надруковано 7 новел з життя покутського села («Виводили з села», «Лист», «Побожна», «У корчмі», «Стратився», «Синя книжечка», «Сама-саміська»), підписаних криптонімом «С». В. Будзиновський згадував, що під час першого прочитання творів Василя Стефаника професор Степан Смаль-Стоцький заплакав і сказав: «Я цікавий, яке вражіння зробить на Поліно» (так називали Осипа Маковея через сталеві нерви). У 1899, теж у Чернівцях, з'явилася перша збірка прози Стефаника «Синя книжечка». Літературна критика сприйняла ці перші публікації з великим захопленням як твори цілком зрілого і надзвичайно талановитого автора. Після появи «Синьої книжечки», як відзначала Леся Українка, Стефаник «став знаменитістю». Наступного року у Львові з'явилася друга збірка письменника «Камінний Хрест» (1900), а на самому початку 1901 там само вийшла третя книжка — «Дорога». З 1901 року Стефаник як письменник на півтора десятиліття замовк, завершивши перший період активної літературної діяльності. Але художнє слово письменника продовжує активно діяти: про В. Стефаника пишуть відомі діячі культури українського й інших народів (В. Гнатюк, Л. Гринюк, А. Крушельницький, С. Яричевський, Х. Алчевська, В. Морачевський та ін.), його твори передруковують різні видання українською мовою. Так, у 1904 р. у Катеринодарі вийшла книжка «Кленові листки», 1905 р. у Львові вийшла збірка новел «Моє слово», скомпонована, в основному, з попередніх збірок. У тому ж році в Петербурзі з'явився томик його творів українською мовою «Оповідання»; «Рассказы», а в 1911 р. — «Капли крови» (у перекладі російською мовою). У 1907 р. — у перекладі російською новели друкувалися в періодичній пресі різних країн. У перших роках 20 століття твори Стефаника були вже відомі в перекладах польською, німецькою, російською, італійською (перекладач Луїджі Сальвіні) та іншими мовами. У творах цього періоду можна виділити такі основні теми: австроцісарська рекрутчина і її трагічні наслідки, еміграція трударів за океан, породжувані крайнім зубожінням сімейні драми у селянських родинах на межі двох століть.
Події Першої світової війни стали новим імпульсом до творчої діяльності: з 1916 він пише низку новел («Діточа пригода», «Вона — земля», «Марія», «Сини»), в яких відбито криваве лихоліття, порушено гострі проблеми національної долі українців. У 1919 р. у Києві виходить книга «Оповідання», у 1924 р. у Харкові з'являється найповніша збірка новел «Кленові листки», в 1925 р. знову там само виходить книга «Оповідання», у 1926 р. виходить остання збірка «Земля», «Вибрані твори» (1927), «Твори» (1927), «Вибрані оповідання» (1930). Із середини 20-х років письменник брав безпосередню участь у літературно-мистецьких журналах «Плужанин», «Життя й революція» та інших, друкуючи в них свої нові твори. Останні твори вже тяжко хворий письменник продиктував 1933 р., коли готувалася до видання його нова книга «Твори», куди ввійшла й решта його доробку, друкованого у журналах. Другий період творчості тривав з 1916 до 1933. Усього за цей період він написав 23 новели й кілька автобіографічних спогадів. З погляду мистецьких форм у творчості Стефаника після 14-літньої перерви ніщо не змінилося; нове у другому періоді творчості з'являється лише в тематиці, а також помітне повернення до лірично-автобіографічних образків, з яких він починав свою творчість. Крім того, Стефаник залишив величезне листування, яке має не менше літературне значення, ніж новели («Моя література, — писав він, — в моїх листах»). Найповнішим виданням доробку письменника є «Повне зібрання творів» у 3-х томах, 1949–1954.
Творча спадщина В. Стефаника має велике пізнавальне, ідейно-естетичне й історико-літературне значення. Він був новатором у літературі, творцем і неперевершеним майстром дуже стислої, драматичної за змістом і глибоко ліричної за звучанням соціально-психологічної новели. Стефаник започаткував в українській літературі експресіонізм, цей стиль передбачає зображення внутрішнього через зовнішнє, зацікавлення глибинними психологічними процесами. Черпаючи тематичний матеріал з добре знаного йому села, Стефаник не бачив суті своєї творчості в описах селянського побуту чи порушенні соціальних питань. Для нього головним в показі «мужицької розпуки» були не побутові й не політичні, а універсальні аспекти людського життя.
|  | Я писав тому, щоб струни душі нашого селянина так кріпко настроїти і натягнути, щоби з того вийшла велика музика Бетховена. |

Побут покутського села і його типи послужили Стефаникові для художньої конкретизації показу людини у межовій ситуації, трагедію якої щоразу переживав сам автор як свою власну («І все, що я писав, мене боліло»). Звідси цілком новий в українській літературі жанр малої новели, вільний від народницької ідеалізації села, характеристичний зведенням до мінімуму описовості («образ без рамки», за словами самого Стефаника), крайнім лаконізмом розповіді, драматизм якої посилений перевагою діалогу і монологу над розповіддю, специфічно експресіоністичною образністю, прикметним гіперболізмом, застосуванням розгорнених катахрез тощо. Тим самим пояснюється й уживання покутського діалекту, який засобом «учуднення» передавав живі, як саме життя, образи трагічної дійсності, які неможливо було б відтворити літературною мовою.
Цю унікальну особливість таланту письменника прозорливо зауважив ще І. Франко:
|  | Та хіба ж Стефаник малює саму нужду селянську?… Ні, ті трагедії й драми, які малює Стефаник , мають не багато спільного з економічною нуждою; се трагедії душі, конфлікти та драми, що можуть mutatis mutandis повторитися в душі кожного чоловіка, і власне в тім лежить їх велика суґестивна сила, їх потрясаючий вплив на душу читача. |

Твори В. Стефаника перекладено багатьма мовами світу (англійською, болгарською, грузинською, іспанською, італійською, литовською, німецькою, новогрецькою, польською, російською, румунською, сербохорватською, словацькою, словенською, угорською, французькою, чеською, арабською та іншими).

### Твори (за алфавітом і хронологією)
- Корпус літературних творів Василя СТЕФАНИКА (за хронологією)

- MORITURI
- Амбіції
- Ангел
- Басараби
- Браття
- Вечірня година
- Вістуни
- Вовчиця
- Воєнні школи
- Вона — земля
- Городчик до бога ридав
- Гріх
- Давнина
- Давня мелодія
- Дід Гриць
- Діти
- Діточа пригода
- Дорога
- Дурні баби
- З міста йдучи
- Засідання
- Земля
- Злодій
- Камінний Хрест
- Катруся
- Кленові листки
- Лан
- Лесева фамілія
- Май
- Майстер
- Мамин синок
- Марія
- Межа
- Моє слово
- Нитка
- Новина
- Озимина
- Осінь
- Палій
- Підпис
- Пістунка
- Побожна
- Портрет
- Похорон
- Раненько чесала волосся
- Сама-саміська
- Санчата
- Серце
- Сини
- Синя книжечка
- Скін
- Славайсу
- Сон
- Стратився
- Суд
- Такий панок
- У корчмі
- У нас все свято
- Червоний вексель
- Шкільник
- Шкода

## Пам'ять

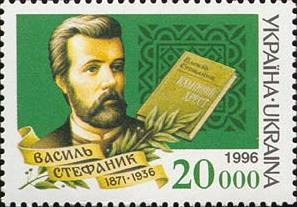
Марка поштова

У 1941 році в будинку письменника в селі Русові відкрито літературно-меморіальний музей.
Ім'я Василя Стефаника мають:
- Премія в галузі літератури й мистецтва — найвища в Івано-Франківській області відзнака, яку присуджує Івано-Франківська обласна державна адміністрація місцевим авторам.
- Прикарпатський національний університет
- Національна бібліотека у Львові
- Публічна бібліотека у Києві
- Вулиці у Заліщиках, Львові, Тернополі, Коломиї, Стрию, Снятині, Ходорові, Городку Хмельницької обл., провулок Кам'янці-Подільському та багатьох інших населених пунктах країни.
- Коломийський ліцей № 1 імені Василя Стефаника
- Снятинський ліцей імені Василя Стефаника у місті Снятині
- Львівська СЗШ № 22

Василеві Стефанику споруджено пам'ятники:
- у Львові — на вулиці Стефаника перед входом до Національної бібліотеки імені Стефаника
- в Івано-Франківську — на подвір'ї Прикарпатського національного університету на вулиці Шевченка
- у Коломиї — бронзовий пам'ятник Василеві Стефанику роботи скульптора Михайла Дмитріва, відкритий 1 листопада 2023 року на території Коломийського ліцею № 1. В народі ліцей називають «Стефаниковою школою», саме там у 1883—1890 роках у стінах колишньої Коломийської чоловічої гімназії навчався й зростав майбутній письменник.[6]
- у селі Русові
- у місті Едмонтон (Канада)
- у місті Снятині
- у селі Ясенові Бродівського району на Львівщині

Встановлено меморіальні дошки:
- на будівлі колишньої Дрогобицької гімназії
- на будівлі Прикарпатського національного університету
- на будинку культури села Розношинці на Тернопільщині
- на будинку № 3, вул. патріарха Йосифа Сліпого в м. Тернопіль

### Увічнення в скульптурі й образотворчому мистецтві

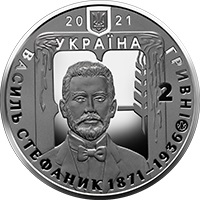
Монета «Василь Стефаник» (аверс)

- гіпсове погруддя (скульптор М. Паращук), 1906
- гіпсове погруддя (скульптор Я. Чайка), 1971
- дерев'яне погруддя (скульптор В. Одрехівський), 1971
- барельєф (скульптор Н. Мілян), 1940
- карбування на бронзі з портретом В. Стефаника (художник Д. Одзелашвілі), 1971
- поштова картка з портретом письменника (видана у Відні Петром Дятлівим), 1917
- бронзова медаль (скульптор Г. Кальченко), 1971
- бронзова медаль (скульптор Е. Мисько), 1971

Портрети В. Стефаника створили художники:
- І. Труш (1897)
- М. Жук (1926)
- В. Касіян (1926)
- П. Обаль (1927)
- Ф. Константинов (1946)
- Р. Турин (1948)
- І. Кисіль (1949)
- Г. Гарас
- В. Сканандій (1970)
- О. Кравченко (1971)
- Д. Периколян (1971)
- П. Сахро (1971)
- М. Фіголь (1971)
- Г. Сергеєв (1983)
- М. Попович (1985)

та інші.
Ілюстраторами новел Василя Стефаника були: Іван Їжакевич, Василь Касіян, Олена Кульчицька, В. Бунов, Ю. Віктюк, Є. Голяковський, Федір Коновалюк, Ф. Константинов, Дмитро Лазаренко, Іван Литвин, Ярема Оленюк, Д. Периколян, М. Попович, Василь Сканандій, Григорій Смольський, Василь Форостецький, Григорій Якутович.

### Фільми та художньо-біографічні твори

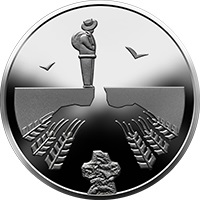
Монета «Василь Стефаник» (реверс)

- За мотивами новел «Камінний хрест» і «Злодій» 1968 року на Національній кіностудії імені Олександра Довженка знято художній фільм українського режисера Леоніда Осики «Камінний хрест».
- Про письменника знято документальні фільми:
- «Василь Стефаник» (1971, режисер Катерина Самофалова, редактор М. Костогриз).
- «Дорога. Василь Стефаник» (док. фільм з циклу «Гра Долі», студія «ВІАТЕЛ», реж. Василь Вітер).

Художньо-біографічні твори про В. Стефаника:
- Піхманець Р. «У своїм царстві…» // Перевал, 2006. — ч. 4; 2007. — ч. 1.
- Процюк С. «Троянда ритуального болю». — К.: ВЦ «Академія», 2010.

### 150 років з дня народження
Урядова постанова про відзначення 150-річчя з дня народження Василя Стефаника 25 лютого 2021 року за номером № № 437-р була оприлюднена 12 травня 2021 року.
До ювілею Прикарпатський національний університет імені Василя Стефаника разом з Івано-Франківською ОДА і обласною радою виступили ініціаторами створення зібрання творів Василя Стефаника. Вийшло чотири томи по 700 сторінок
14 травня 2021 року, за сприяння Міністерства культури та інформаційної політики України спільно з Державним агентством України з питань мистецтв та мистецької освіти, на сцені літнього театру «Мушля» київського Маріїнського парку відбувся театральний перформанс «Найліпше з мойого серця» підготовлений на основі новел та листів Василя Стефаника. Листи та новели читали Оксана Забужко, Ірма Вітовська-Ванца, Роман Ясіновський, Юрій Дяк. Музичний супровід — Оксана Нікітюк, струнний квартет у складі Віктора Іванова, Олександри Васильєвої, Катерини Супрун та Ольги Дріги. Режисерка-постановниця — Олена Савчук.
Національний Банк України з нагоди відзначення 150-річчя з дня народження Василя Стефаника випустив пам'ятну монету.

## Світлини

Пам'ятник у Львові на вул. Стефаника перед входом до Національної бібліотеки імені Стефаника
Пам'ятник у Івано-Франківську на подвір'ї Прикарпатського університету по вул. Шевченка
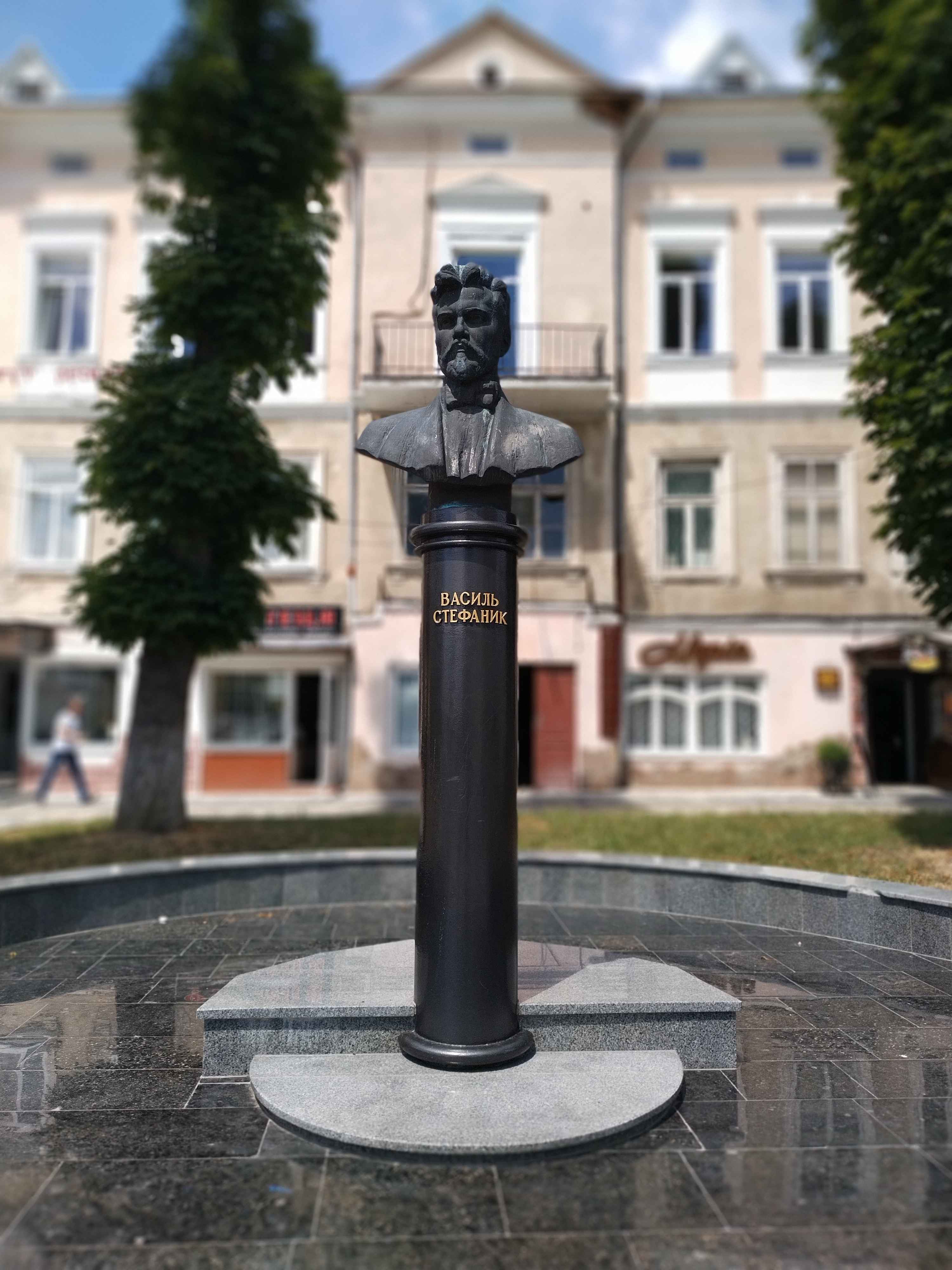
Пам'ятник перед Дрогобицьким Катехитичним Інститутом Пресвятої Тріїці
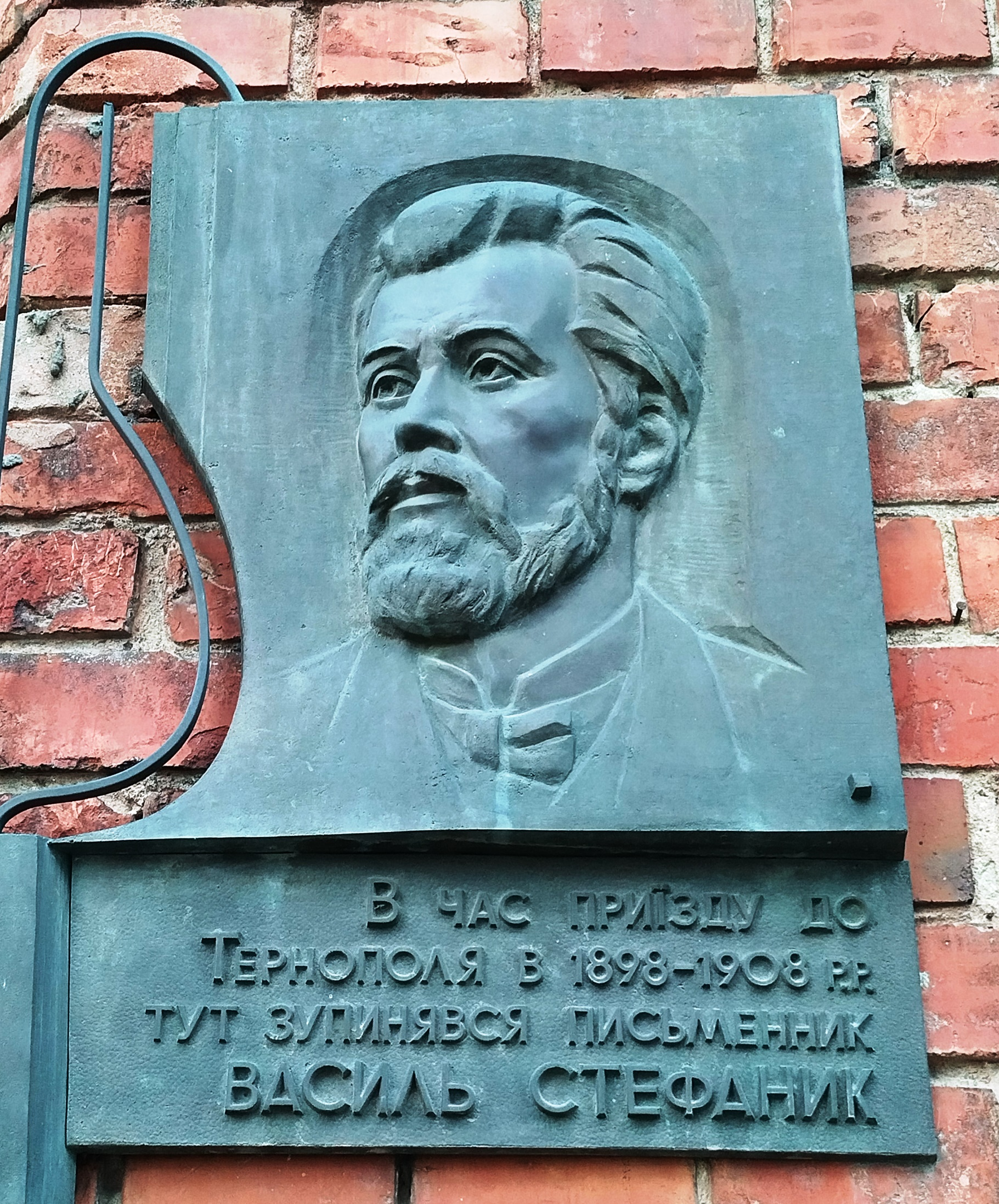
Меморіальна дошка на вул. Ю. Опільського, 6 в Тернополі
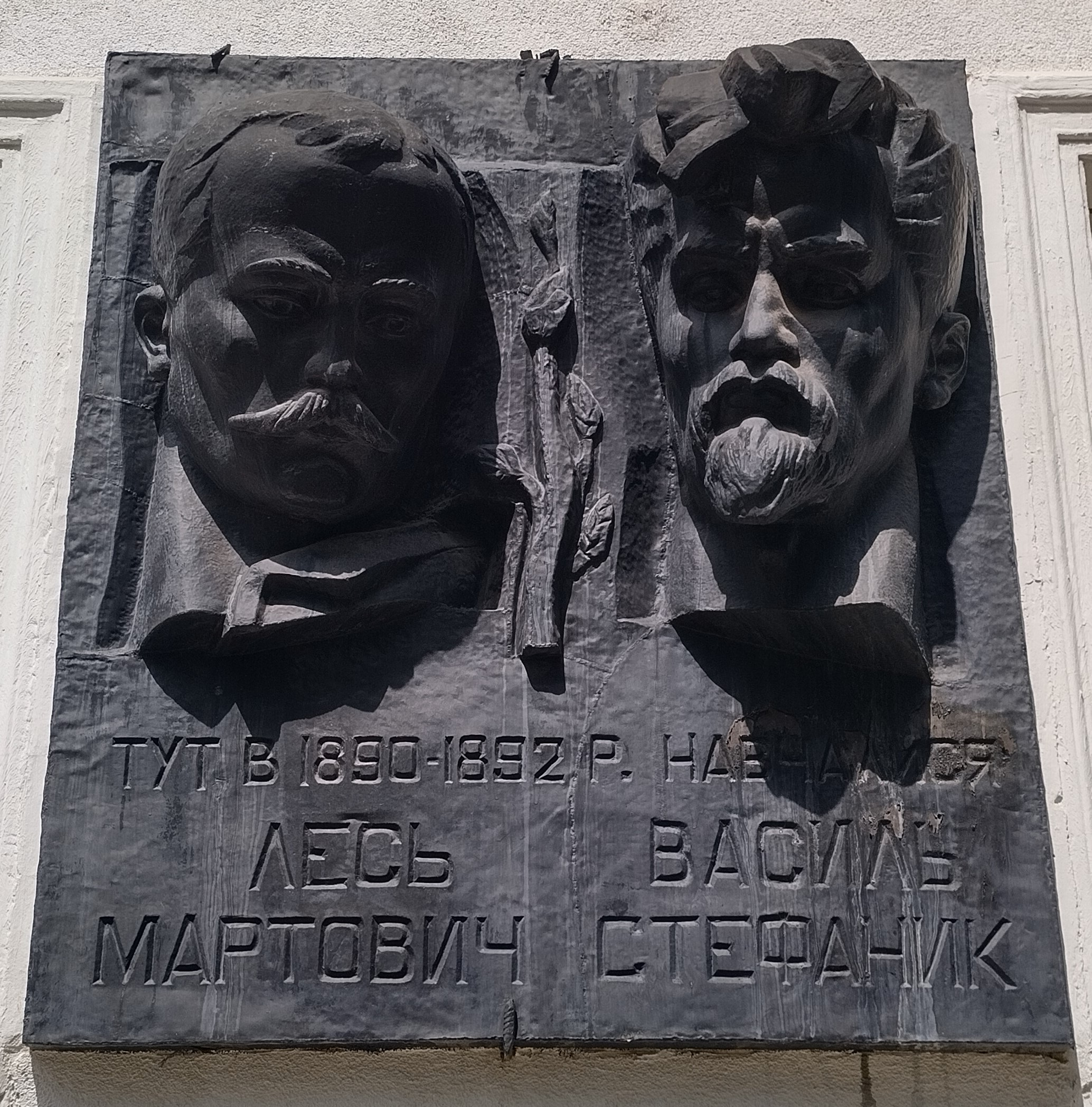
Меморіальна дошка Василеві Стефанику та Лесю Мартовичу на фасаді головного корпусу Дрогобицького державного педагогічного університету
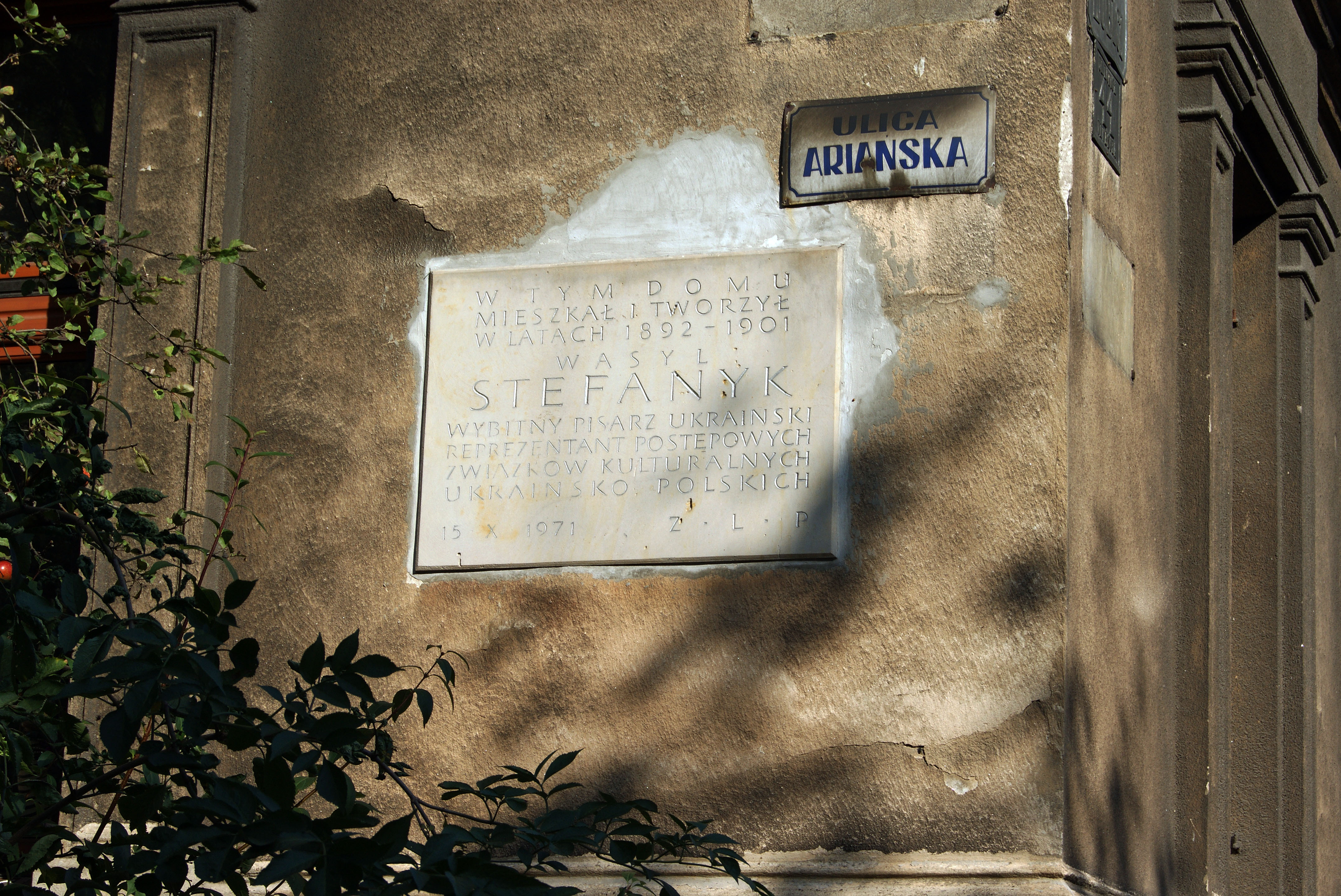
Меморіальна дошка на вул. Арянській, 1 у Кракові, де він жив у 1892-1901 роках
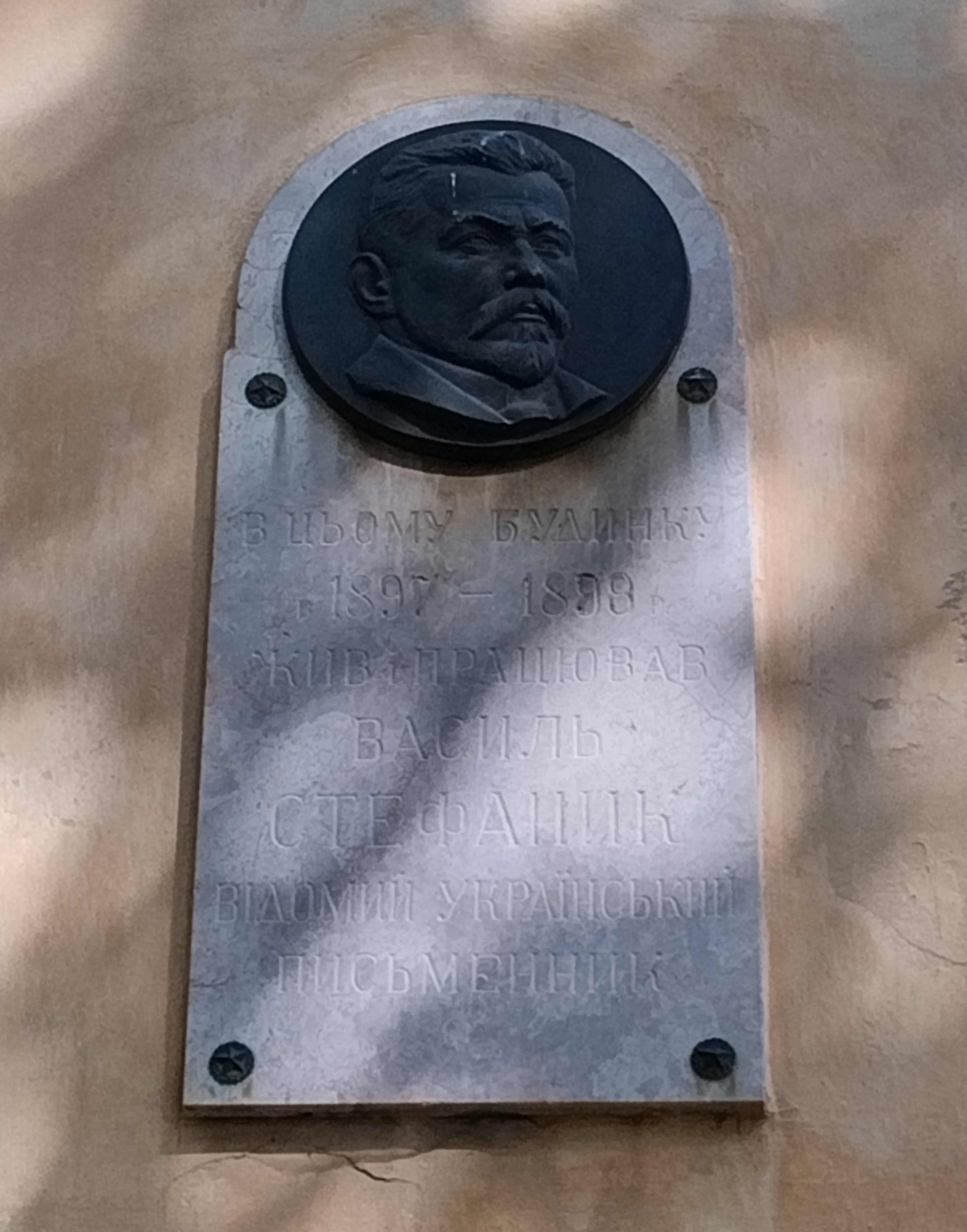
Меморіальна таблиця на будинку Наукового товариства ім. Шевченка по вул. Винниченка, 24 у Львові

## Видання творів
- Стефаник В. Оповідання: (нариси з життя селянської бідноти) / В. Стефаник ; з передм. В. Бойка ; Всеукр. кооператив. Вид. Союз. — Київ: б. в., 1919. — 190 с.
- Стефаник В. Вибрані твори / В. Стефаник ; упоряд., Арк. Любченко. — Харків: Держ. вид-во України, 1927. — 140 с. — (Дитяча бібліотека українських письменників / за ред. В. Арнаутова та О. Попова).
- Стефаник В. Твори / В. Стефаник ; до друку виготував Ів. Лизанівський. — 2-ге вид. — Харків: Держ. вид-во України, 1927. — 300 с. — (Бібліотека українських класиків).
- Стефаник В. Вибрані твори / Василь Стефаник. — 2-ге вид. — К. : Держ. вид-во України, 1928. — 128 с.
- Стефаник В. Вибрані твори / В. Стефаник. — Вид. 3-тє. — Харків: Держ. вид-во України, 1929. — 128 с. — (Дитяча бібліотека українських письменників / за ред. В. Арнаутова та О. Попова).
- Стефаник В. Синя книжечка: [новели] — Львів: Літ-ра і мистецтво, 1931. — 24 с.
- Стефаник В. Новеллы / В. Стефаник ; пер. В. Россельса. — М. : Правда, 1940. — 48 с.(рос.)
- Стефаник В. Вибрані твори / ред. і критико-біогр. нарис С. Крижанівського ; худож. Л. Засенко. — Київ ; Харків: Укр. держ. вид-во, 1945. — 240 с.
- Стефаник В. Вибране / Василь Стефаник. — Зальцбург: Нові дні, 1946. — 87 с.
- Стефаник В. Вибрані новелі / Василь Стефаник. — Гайденав: Заграва, 1946. — 63 с.
- Стефаник В. Рассказы / В. Стефаник ; пер. с укр. Н. Ляшко. — М. : Совет. писатель, 1947. — 275 с.(рос.)
- Стефаник В. С. Твори / Василь Стефаник ; за ред. Ю. Гаморака. — 2-ге вид. — Реґенсбург: Вид. спілка «Укр. слово», 1948. — 347 с. : портр.
- Стефаник В. Кленові листки; худож. І. Іжакевич, Ф. Коновалюк. — К. : Держлітвидав України, 1949. — 56 с. : іл.
- Стефаник В. С. Кленові листки / Василь Стефаник. — Київ: Держ. вид-во худож. літ., 1949. — 56 с. : іл.
- Стефаник В. Избранные произведения: пер. с укр. / Василь Стефаник. — М. : Гос. изд-во худож. лит., 1950. — 221, 3 с. : ил., 1 л. ил., 1 л. Портр.(рос.)
- Стефаник В. Повне зібрання творів: в 3-х т. Т. 1 : Новели / Василь Стефаник ; Акад. наук. Укр. РСР, Ін-т укр. літ. ім. Т. Г. Шевченка. — Київ: Вид-во Акад. наук. Укр. РСР, 1949. — 403 с.
- Стефаник В. Повне зібрання творів: в 3-х т. Т. 2 : Автобіографічні твори, поезії в прозі, публіцистика, незакінчені твори і переклади ; Акад. наук. Укр. РСР, Ін-т укр. літ. ім. Т. Г. Шевченка. — Київ: Вид-во Акад. наук Укр. РСР, 1953. — 223 с. : іл.
- Стефаник В. Повне зібрання творів. в 3 т. Т. 3 : листи ; відп. ред. М. К. Гудзій, С. А. Крижанівський ; уклад. М. С. Грудницька та ін. ; покажч. склала К. М. Секарєва. — К. : Вид-во Акад. наук Укр. РСР, 1954. — 330 с. : фото, іл.
- Стефаник В. Публіцистика: вибране із статей, промов та листів — К. : Держлітвидав України, 1953. — 112 с.
- Стефаник В. Новина: [новели] ; худож. В. Бунова. — Львів: Кн.-журн. вид-во, 1953. — 24 с. : іл.
- Стефаник В. Катруся: вибрані твори / Василь Стефаник ; вступ. ст. В. Яременко ; худож. М. Попович. — К. : Веселка, 1965. — 112 с. : іл.
- Стефаник В. Катруся: вибрані твори; худож. М. Попович — К. : Веселка, 1975 — 88 с. : іл.
- Стефаник В. Новели; вст. ст. В. Лесина, худож. В. Скакандій — Ужгород: Карпати, 1977—176 с. : портр. (Шкільна бібліотека).
- Стефаник В. Кленові листки: оповідання ; вступ. ст. М. Ф. Нечиталюка ; іл. Г. В. Якутовича. — К. : Дніпро, 1987. — 237 с. : іл.
- Стефаник В. Моє слово: новели, оповідання, автобіографічні та критичні матеріали, витяги з листів ; упоряд. передм. і прим. Л. Дем'янівської. — 2-ге вид., доп. — К. : Веселка, 2000. — 319 с. : іл. — (Шк. б-ка).
- Стефаник В. Камінний хрест: новели ; глосарій В. Г. Яськова ; худож.-оформлювач А. С. Ленчик. — Х. : Фоліо, 2006. — 255 с. — (Укр. класика).